# Trifluperidol
Trifluperidolul este un antipsihotic tipic derivat de butirofenonă, fiind utilizat în tratamentul maniei și schizofreniei.  Calea de administrare disponibilă este cea orală. Molecula a fost dezvoltată de Janssen Pharmaceutica în anul 1959.